# Wiwat
Wiwat – polski taniec ludowy z Wielkopolski, w żywym tempie, dwu- lub trójmiarowy.

## Cechy
- tempo żywe (130-160 MM)
- rytmika regularna, ósemkowo-ćwierćnutowa, charakterystyczne zwroty kadencyjne: anapest ||— oraz ||||— — , w wiwatach nieparzystych ||||—
- budowa formy: regularna (4+4), częste powtórki poprzednika i następnika. W wiwatach nieparzystych czasami budowa nieregularna, improwizowana, powtarzane niektóre motywy, wstawianie "oj dana".
- melodyka oscylująca, żywość przebiegu, nieregularne akcenty. Melodyka koresponduje z technicznymi możliwościami palcowania na dudach.
- skala:
  - w zachodniej części Wielkopolski, w Regionie Kozła (Zbąszyń): b-es2 i duże skoki interwałowe;
  - w części wschodniej - d1 - e2 (zależne od dud);
  - region szamotulski - skala rozbudowana (brak dud).
- krok zasadniczy: w pierwszej części przestępowanie z nogi na nogę w miejscu a następnie w drugiej części szybkie wirowanie o 180st. Tańczono zbiorowo w parach po kole.